# Enrico Cester
Enrico Cester (ur. 16 marca 1988 w Motta di Livenza) – włoski siatkarz, grający na pozycji środkowego, reprezentant Włoch.

## Sukcesy klubowe
Puchar Włoch:
- 2007, 2017, 2023[5]

Mistrzostwo Włoch:
- 2007, 2017, 2019
- 2018
- 2016, 2023[6]

Superpuchar Włoch:
- 2007

Liga Mistrzów:
- 2019
- 2018
- 2016, 2017

Klubowe Mistrzostwa Świata:
- 2017, 2018